# 연남동
연남동(延南洞)은 서울특별시 마포구의 행정동 및 법정동이다.

## 유래
1975년 서울특별시의 자치구 경계 조정에 따라 새로 생긴 동으로, 서대문구 연희동 일부(경의선 남서쪽 구역)를 분리하여 마포구에 편입시키면서 동명을 연희동의 남쪽을 뜻하는 '연남동'이라고 하였다. 연희동은 연희궁이 있던 지역이자 조선 세종이 지은 모악명당으로 서쪽 모악(지금의 연세대 주변)에 수시로 왕래 거류할 수 있도록 한 곳이다. 육전조례에 의하면 연남동은 애초에 한성부 북부 연희방이라고 하였으나 여러 차례의 변천을 거쳐 1946년 서대문구 연희동으로 바뀌고 1975년 그 일부를 마포에 편입시켜 연남동으로 개칭하였다.

## 법정동
- 연남동

## 교육
- 경성중학교
- 경성고등학교
- 홍익여자디자인문화고등학교

## 같이 보기
- 대한민국의 행정 구역